# Міста Марокко

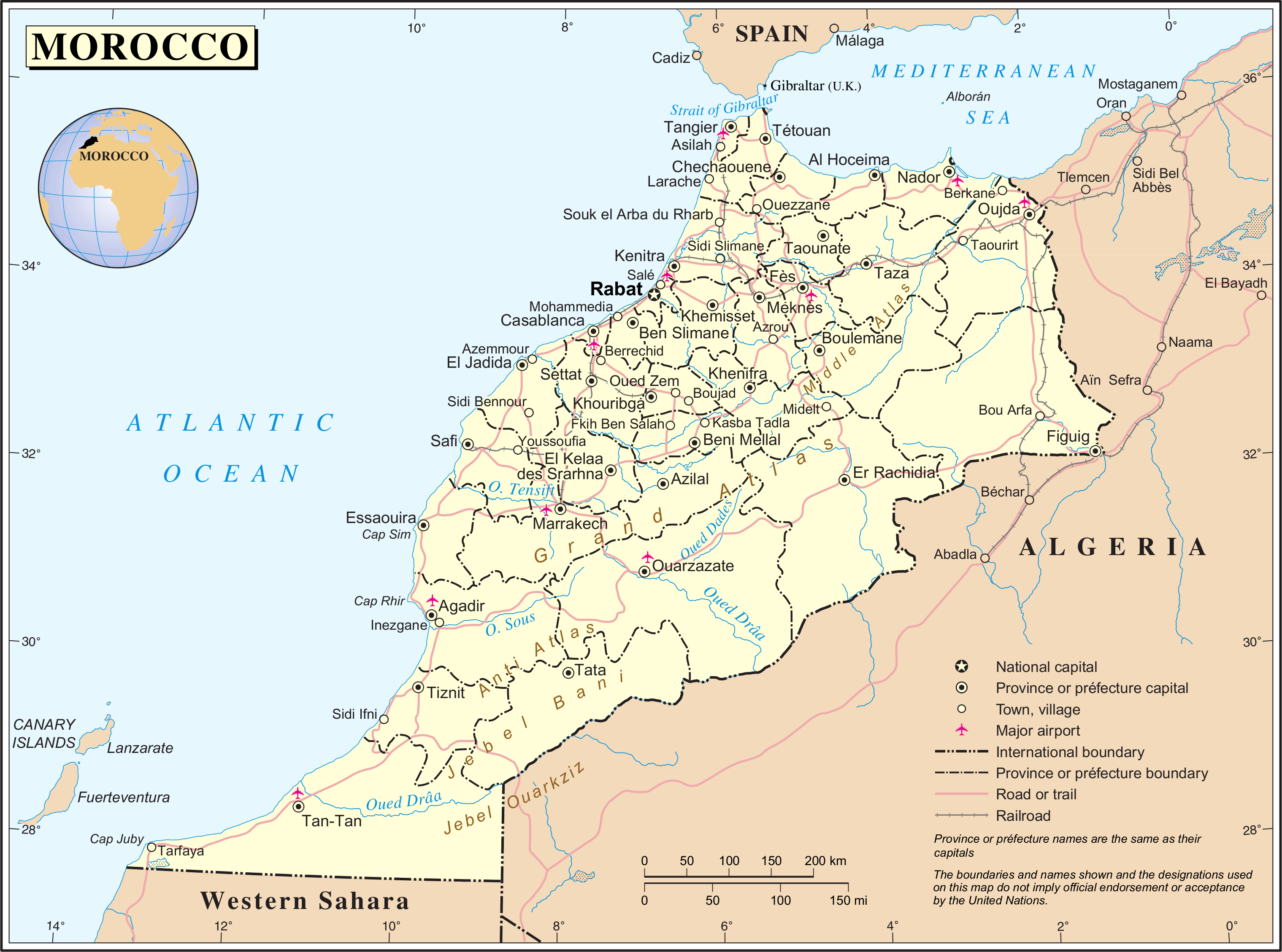
Мапа Марокко

Міста Марокко (араб. ملحق: قائمة مدن في المغرب) — список найбільших населених пунктів держави Марокко. За даними інтернет-сайту World Gazeteer, в Марокко є 200 міст з чисельністю населення понад 7 500 осіб.

## Список міст Марокко

Рабат, столиця держави

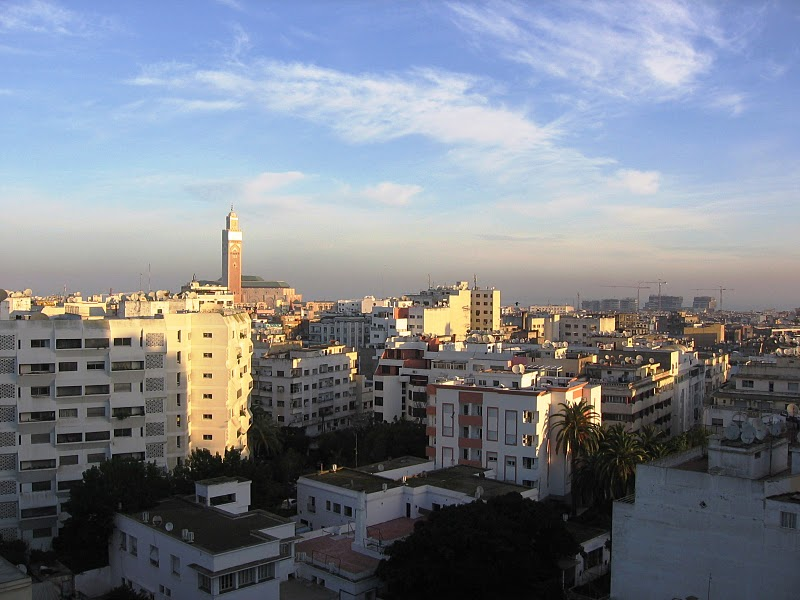
Касабланка, одне з найбільших міст Північної Африки

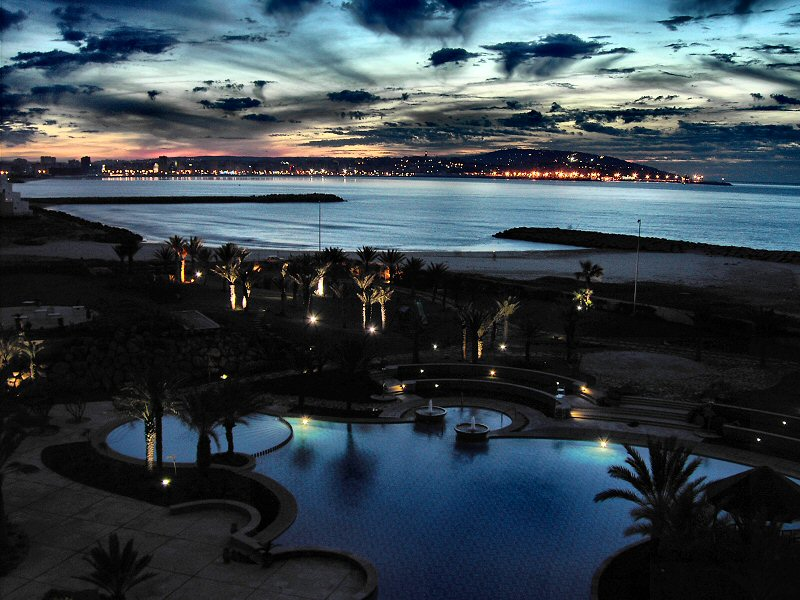
Танжер

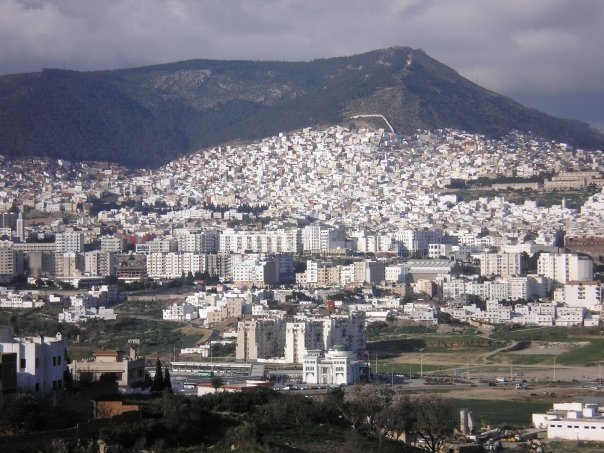
Тетуан

До даного переліку включені міста з населенням більше 100 тис. осіб.
| Місце | Місто               | Населення (перепис 2014 р.) | Регіон                        |
| ----- | ------------------- | --------------------------- | ----------------------------- |
| 1     | Касабланка          | 3,359,818                   | Касабланка — Сеттат           |
| 2     | Фес                 | 1,112,072                   | Фес — Мекнес                  |
| 3     | Танжер              | 947,952                     | Танжер — Тетуан — Ель-Хосейма |
| 4     | Марракеш            | 928,850                     | Марракеш — Сафі               |
| 5     | Сале                | 890,403                     | Рабат — Сале — Кенітра        |
| 6     | Мекнес              | 632,079                     | Фес — Мекнес                  |
| 7     | Рабат               | 577,827                     | Рабат — Сале — Кенітра        |
| 8     | Уджда               | 494,252                     | Східний                       |
| 9     | Кенітра             | 431,282                     | Рабат — Сале — Кенітра        |
| 10    | Агадір              | 421,844                     | Сус — Масса                   |
| 11    | Тетуан              | 380,787                     | Танжер — Тетуан — Ель-Хосейма |
| 12    | Темара              | 313,510                     | Рабат — Сале — Кенітра        |
| 13    | Сафі                | 308,508                     | Марракеш — Сафі               |
| 14    | Мохаммедія          | 208,612                     | Касабланка — Сеттат           |
| 15    | Хурибга             | 196,196                     | Бені-Меллаль — Хеніфра        |
| 16    | Ель-Джадіда         | 194,934                     | Касабланка — Сеттат           |
| 17    | Бені-Меллаль        | 192,676                     | Бені-Меллаль — Хеніфра        |
| 18    | Айт-Меллуль         | 171,847                     | Сус — Масса                   |
| 19    | Надор               | 161,726                     | Східний                       |
| 20    | Дар-Буазза          | 151,373                     | Касабланка — Сеттат           |
| 21    | Таза                | 148,456                     | Фес — Мекнес                  |
| 22    | Сеттат              | 142,250                     | Касабланка — Сеттат           |
| 23    | Беррешид            | 136,634                     | Касабланка — Сеттат           |
| 24    | Хеміссет            | 131,542                     | Рабат — Сале — Кенітра        |
| 25    | Інезган             | 130,333                     | Сус — Масса                   |
| 26    | Ель-Ксар-ель-Кебір  | 126,617                     | Танжер — Тетуан — Ель-Хосейма |
| 27    | Лараче              | 125,008                     | Танжер — Тетуан — Ель-Хосейма |
| 28    | Гельмім             | 118,318                     | Гельмім — Уед-Нун             |
| 29    | Хеніфра             | 117,510                     | Бені-Меллаль — Хеніфра        |
| 30    | Беркан              | 109,237                     | Східний                       |
| 31    | Таурирт             | 103,398                     | Східний                       |
| 32    | Бускура             | 103,026                     | Касабланка — Сеттат           |
| 33    | Факіг-Бен-Салах     | 102,019                     | Бені-Меллаль — Хеніфра        |
| 34    | Дшейра-ель-Джигадія | 100,336                     | Сус — Масса                   |